# Palma Campania
Palma Campania ist eine Gemeinde mit 16.254 Einwohnern (Stand 31. Dezember 2023) in der Metropolitanstadt Neapel, Region Kampanien.
Die Nachbarorte von Palma Campania sind Carbonara di Nola, Domicella (AV), Lauro (AV), Liveri, Nola, Poggiomarino, San Gennaro Vesuviano, San Giuseppe Vesuviano, Sarno (SA) und Striano.

## Bevölkerungsentwicklung
Palma Campania zählt 5085 Privathaushalte. Zwischen 1991 und 2001 stieg die Einwohnerzahl von 13.405 auf 14.613. Dies entspricht einem prozentualen Zuwachs von 9,0 %.

## Söhne und Töchter der Stadt
- Elena Mauti Nunziata (1946–2024), Opernsängerin